# Rhizoctonia-ziekte
Rhizoctonia-ziekte wordt veroorzaakt door de bodemschimmels die tot het geslacht Rhizoctonia behoren en die wortelrot en wortelbrand veroorzaken in suikerbieten, aardappelen, groente en bolgewassen. De planten verwelken, waarna vervolgens het blad afsterft. Op de wortels ontstaat een bruine of zwarte verkleuring.

## Soorten
Van de belangrijkste soort heeft de ongeslachtelijke vorm (anamorf) de naam Rhizoctonia solani J.G. Kühn) en de geslachtelijke vorm (telomorf) de naam Thanatephorus cucumeris.

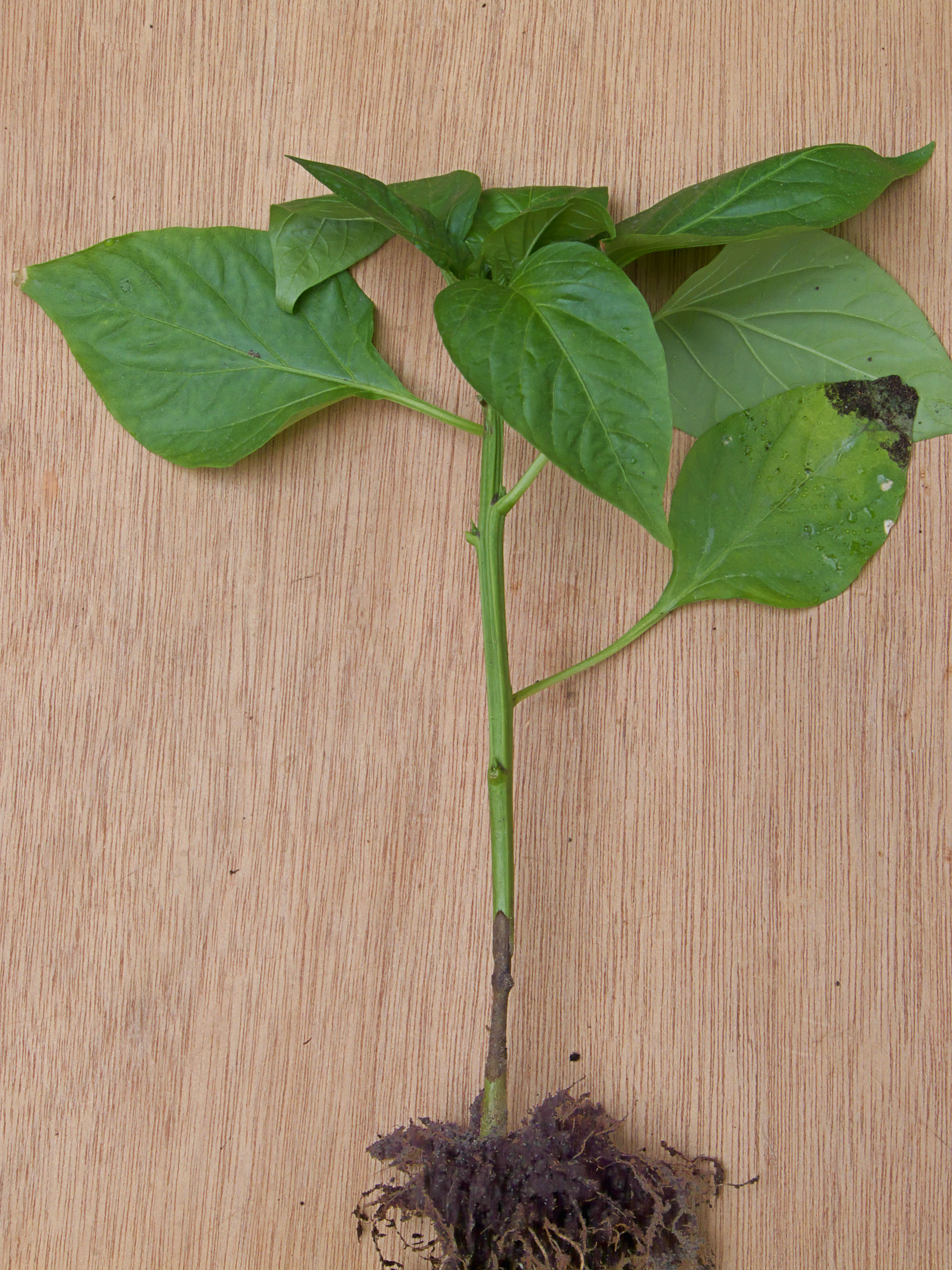
Rhizoctonia-ziekte
op paprika